# Зозулинська сільська рада
Зозу́линська сільська́ ра́да — адміністративно-територіальна одиниця та орган місцевого самоврядування в Заліщицькому районі Тернопільської області. Адміністративний центр — село Зозулинці.

## Загальні відомості
- Територія ради: 19,62 км²
- Населення ради: 1 798 осіб (станом на 2001 рік)
- Територією ради протікає річка Дністер

## Населені пункти
Сільській раді були підпорядковані населені пункти:
- с. Зозулинці
- с. Виноградне

## Склад ради
Рада складалася з 18 депутатів та голови.
- Голова ради: Мотрук Марія Миколаївна

### Керівний склад попередніх скликань
| Прізвище, ім'я, по батькові | Основні відомості                                                               | Дата обрання | Дата звільнення |
| --------------------------- | ------------------------------------------------------------------------------- | ------------ | --------------- |
| Мотрук Марія Миколаївна     | Сільський голова, 1955 року народження, освіта середня спеціальна, позапартійна | 26.03.2006   | 31.10.2010      |
| Мотрук Марія Миколаївна     | Сільський голова, 1955 року народження, освіта середня спеціальна, позапартійна | 31.10.2010   |                 |

Примітка: таблиця складена за даними сайту Верховної Ради України

### Депутати
За результатами місцевих виборів 2010 року депутатами ради стали:

#### За суб'єктами висування
| Суб'єкт висування | Кількість обраних депутатів | %   |
| ----------------- | --------------------------- | --- |
| Самовисування     | 18                          | 100 |

#### За округами
| № округу | Прізвище, ім'я, по батькові       | Дата визнання обраним | Освіта             | Партійна приналежність | Відомості про обраного депутата                       |
| -------- | --------------------------------- | --------------------- | ------------------ | ---------------------- | ----------------------------------------------------- |
| 1        | Грищук Сергій Васильович          | 02.11.2010            | середня            | позапартійний          | тимчасово не працює                                   |
| 2        | Гронська Ганна Володимирівна      | 02.11.2010            | середня спеціальна | позапартійна           | Зозулинська сільська рада, бухгалтер                  |
| 3        | Процьків Богдан Ярославович       | 02.11.2010            | середня            | позапартійний          | приватний підприємець                                 |
| 4        | Новіцький Олександр Володимирович | 02.11.2010            | середня            | позапартійний          | тимчасово не працює                                   |
| 5        | Мигайчук Павло Іванович           | 02.11.2010            | середня спеціальна | позапартійний          | ВАТ «Заліщикигаз», інженер                            |
| 6        | Андрусик Петро Олександрович      | 02.11.2010            | вища               | позапартійний          | приватний підприємець                                 |
| 7        | Зозуля Надія Миколаївна           | 02.11.2010            | вища               | позапартійна           | тимчасово не працює                                   |
| 8        | Загарія Петро Васильович          | 02.11.2010            | середня            | позапартійний          | тимчасово не працює                                   |
| 9        | Драчук Василь Іванович            | 02.11.2010            | вища               | позапартійний          | загальноосвітня школа І-ІІІ ст. с. Зозулинці, вчитель |
| 10       | Івончик Михайло Петрович          | 02.11.2010            | середня            | позапартійний          | тимчасово не працює                                   |
| 11       | Козловський Петро Іванович        | 02.11.2010            | середня            | позапартійний          | тимчасово не працює                                   |
| 12       | Демчук Василь Теодорович          | 02.11.2010            | середня            | позапартійний          | тимчасово не працює                                   |
| 13       | Равлюк Марія Іванівна             | 02.11.2010            | вища               | позапартійна           | загальноосвітня школа І ст. с. Виноградне, вчитель    |
| 14       | Осадчук Василь Михайлович         | 02.11.2010            | середня            | позапартійний          | тимчасово не працює                                   |
| 15       | Мацак Василь Петрович             | 02.11.2010            | середня спеціальна | позапартійний          | загальноосвітня школа І-ІІІ ст. с. Зозулинці, шофер   |
| 16       | Шворак Марія Іванівна             | 02.11.2010            | вища               | позапартійна           | тимчасово не працює                                   |
| 17       | Осадчук Віктор Петрович           | 02.11.2010            | середня спеціальна | позапартійний          | загальноосвітня школа І-ІІІ ст. м. Заліщики, вчитель  |
| 18       | Осадчук Оксана Святославівна      | 02.11.2010            | вища               | позапартійна           | Бібліотека-філія с. Виноградне, зав.бібліотекою       |